# Jagdgeschwader 110
A Jagdgeschwader 110 foi uma asa de treino de pilotagem de caças da Luftwaffe, durante a Alemanha Nazi. Foi formada no dia 15 de outubro de 1943 em Altemburgo, a partir do Stab/Blindflugschule 10.

## Comandantes
- Oberst Max Gerstenberger, 15 de outubro de 1943 - 15 de março de 1945[3]